# NGC 6752
NGC 6752 é um aglomerado globular na direção da constelação de Pavo. O objeto foi descoberto pelo astrônomo James Dunlop em 1826, usando um telescópio refletor com abertura de 9 polegadas. Devido a sua moderada magnitude aparente (+5,3), é visível apenas com telescópios amadores ou com equipamentos superiores.